# Liste der Naturdenkmale in Dierscheid
Die Liste der Naturdenkmale in Dierscheid nennt die im Gemeindegebiet von Dierscheid ausgewiesenen Naturdenkmale (Stand 11. März 2024).

## Naturdenkmale
| Nr.         | Bezeichnung | Lage                                         | Beschreibung | Bild                                    |
| ----------- | ----------- | -------------------------------------------- | ------------ | --------------------------------------- |
| ND-7231-522 | Alte Eiche  | nördlich des Ortes; Flur Auf der Schanz Lage | Quercus sp.  | Direkt Bild zu diesem Denkmal hochladen |